# Martin Benckendorf

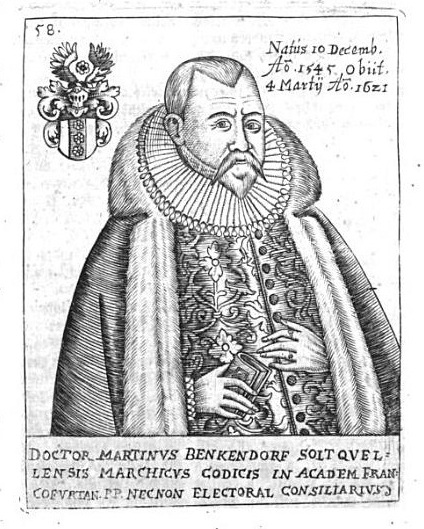
Bildnis Martin Benckendorf nach Martin Friedrich Seidels Bilder-Sammlung

Martin Benckendorf (auch Martin Benekendorff, Martin Benckendorff, Martin von Benckendorf; * 10. Dezember 1545 in Crossen, Markgrafschaft Brandenburg-Küstrin; † 4. März 1621 in Frankfurt (Oder), Kurfürstentum Brandenburg) war ein deutscher Jurist und Professor in Frankfurt (Oder).

## Leben
Er war ein Sohn des markgräflich-brandenburgischen  Rats und Bürgermeisters Martin Benckendorff. Seine Mutter Elisabeth war die Tochter des Frankfurter Ratsherrn Sebastian Döring. Der Bruder Christoph wurde später brandenburgischer Vizekanzler.
Bereits im  Alter von 13 Jahren begann Martin Benckendorf ein Studium der Philosophie an der Universität Frankfurt (Oder). Als 1565 dort die Pest ausbrach, ging er vorübergehend nach Wittenberg, kam aber bald wieder zurück. Ein Jahr später wurde er Magister und übernahm für zwei Jahre das Dekanat der Philosophischen Fakultät.
Gleichzeitig studierte Benckendorf Jura bei den Professoren Bartholomäus Rademann d. Ä. , Johann von Köppen und Ludolph Schrader. Danach war einige Zeit in Mecklenburg tätig.
Martin Benckendorf kehrte nach Frankfurt zurück, promovierte aber in Basel. Danach lehrte er in Frankfurt an der Juristischen Fakultät und  wurde dort Professor.
Martin Benckendorf erwarb sich an der Universität Frankfurt ein hohes Ansehen und war auch wegen seiner Persönlichkeit anerkannt.

## Werke
Von Martin Benckendorf sind einige juristische Drucke erhalten
- Clarissimo, doctrina & virtute p(...), 1590
- Repetitio et explicatio rubricae et Libri I. ff. de regulis iuris,  1593
- Ephemerides Novae Annorum, 1599, mit David Trost
- Collegii De Contractibus Disputatio nona. De Stipulationibus Et Fideiussoribus,  1606
- Ad Ius Contractuum, Disputationes XIII, 1606
- Seraphinis, Seraphinus de: Tractatus de privilegiis iuramenti, 1610